# Quiet Nights (Miles Davis)
Quiet Nights è un album di Miles Davis con Gil Evans pubblicato nel 1963 dalla Columbia Records.

## Il disco
Le prime sei tracce furono registrate nel 1962 con una orchestra diretta da Evans, mentre Summer Night risale al 1963 e venne eseguita dal quintetto jazz di Davis composto da George Coleman, Victor Feldman, Ron Carter e Frank Butler, durante le sessioni per l'album Seven Steps to Heaven.

## Tracce
Lato A
1. Song No. 2 (aka Prenda Minha, RS folklore/Brasile) - 1:35
2. Once upon a Summertime (Johnny Mercer, Michel Legrand, Eddie Marnay, Eddie Barclay) - 3:25
3. Aos pés da cruz (Marino Pinto, Zé da Zilda, João Gilberto) - 4:14
4. Song No. 1 (Evans, Davis) - 4:32

Lato B
1. Wait Till You See Her (Richard Rodgers, Lorenz Hart) - 4:02
2. Corcovado (Antônio Carlos Jobim) - 2:41
3. Summer Night (Al Dubin, Harry Warren) - 6:03

La riedizione in CD contiene anche The Time of the Barracudas, strumentale registrato nel 1963 per una omonima commedia teatrale di Peter Barnes. Sulla traccia suona un'altra orchestra diretta da Evans, e la sezione ritmica del quintetto anni sessanta di Davis composta da Herbie Hancock, Ron Carter e Tony Williams.